# Adejoke Tugbiyele
Adejoke Aderonke Tugbiyele est une artiste visuelle et activiste multidisciplinaire nigériano-américaine née le 4 décembre 1977 à Brooklyn aux États-Unis,. 
Elle est principalement connue comme sculptrice, interprète et cinéaste, mais a également travaillé dans la peinture, le dessin et le textile,. Son travail porte sur les questions des droits humains, LGBT+ et queers et des droits des femmes,,. 
Elle vit à Ouagadougou au Burkina Faso.

## Biographie
Adejoke Aderonke Tugbiyele est née le 4 décembre 1977 à Brooklyn à New York,. Dans sa petite enfance, elle déménage avec sa famille à Lagos, au Nigeria. Elle retourne à New York pour fréquenter la High School of Art and Design. Elle s'identifie comme queer.
Tugbiyele est titulaire d'un Bachelor of Science (BS) (2002) en architecture du New Jersey Institute of Technology et d'un diplôme MFA (2013) de la Rinehart School of Sculpture du Maryland Institute College of Art (MICA).
Le travail de Tugbiyele a été influencé par des artistes tels qu'El Anatsui, Fela Kuti, Ai Weiwei, Kara Walker, Zanele Muholi et Rotimi Fani-Kayode.
Tugbiyele est affiliée à l'ONG nigériane Initiative for Equal Rights qui fournit une aide d'urgence aux LGBT nigérians. Elle est représentante aux États-Unis de la Solidarity Alliance for Human Rights, une coalition d'organisations nigérianes travaillant pour les droits humains, les droits et l'activisme queer, et pour lutter contre le VIH / sida.
Ses œuvres se trouvent dans diverses collections de musées publics, dont le Brooklyn Museum et le musée d'Art moderne de Varsovie.
Elle vit à Ouagadougou au Burkina Faso.